# 福島県立清陵情報高等学校
福島県立清陵情報高等学校（ふくしまけんりつ せいりょうじょうほうこうとうがっこう）は福島県須賀川市滑川にある公立高等学校である。

## 概況
校名の由来は、阿武隈川の清流などを一望できる丘陵に所在し、情報教育に重点を置くことから。日本で初めて校名に「情報」を冠した高校である。
生徒全員が授業の一環としてウェブサイトを開設している。
現在は「地域連携」として地元須賀川市の商店街の紹介ページを開設している。

校歌は宗左近作詞、三善晃作曲の『宇宙の奥の宇宙まで』。公式HP内の「ゆんゆんニュース」はこの校歌の歌詞に因む。

## 沿革
- 1987年10月1日 - 郡山北工業高等学校内の一室に開設準備室が設けられる。
- 1987年10月13日 - 校名が決定、この日が創立記念日となる。
  - 校名は、県民からの公募により決定した。
  - 福島県内の県立高校としては初めて地名が付かない高校となる。
- 1988年1月14日 - 校章及び制服を発表。
- 1988年4月8日 - 開校記念式典
- 1988年6月1日 - 校訓を「英知・和・創造」と定める。
- 1989年4月8日 - 当校正面に須賀川市道5520号線が開通、通称「清陵通り」と名付けられる。
- 1990年3月29日 - 校歌発表
  - 三善晃指揮、同校合唱部のコーラス及び吹奏楽部の伴奏により披露。会場は須賀川市文化センター。
- 1995年 - 野球部が第67回選抜高等学校野球大会に出場。
- 1997年 - 全国高校総体の飛び込み（女子・学校対抗）で優勝。

## 設置学科

### 工業系
- 情報電子科
- 電子機械科

### 商業系
- 情報処理科
- 情報会計科

## 進路概況
- 近年は進学が約2/3、就職が約1/3の割合である。
- 4年制大学の進学先として隣の郡山市に所在する日本大学工学部へ例年20名前後。

## 部活動
運動部
- 野球部
- サッカー部
- バドミントン部
- 体操部
- 空手部
- 剣道部
- バレーボール部
- ソフトテニス部
- 卓球部
- 陸上部
- ハンドボール部
- バスケットボール部
- 水泳部
- 柔道部
- 硬式テニス部
- 山岳部

文化部
- 吹奏楽部
- 合唱部
- 美術部
- 茶道部
- ワープロ部
- 科学部
- 華道部
- 園芸部
- 囲碁将棋部
- 英会話部
- 文芸部
- 情報通信部
- メカトロ部
- 商業研究部

同好会
- 写真同好会

## 交通
- JR須賀川駅・郡山駅より福島交通バス利用清陵情報高校前バス停下車
  - 通学時間帯の一部路線バスが学校構内へ乗り入れている。なお、清陵情報高校前バス停脇に東北本線が通過しているが至近に駅は無い。

## 著名な出身者
- 藤田敦史 - 元陸上競技長距離走・マラソン選手、現駒澤大学陸上競技部監督。
- 橋本康子 - 元陸上競技長距離走・マラソン選手、世界陸上大阪大会代表。
- 大野均 - ラグビー選手、東芝ブレイブルーパス所属、日本代表。
- 貴杉奈央 - 声優、藤原企画所属。
- 和田聰宏 - 俳優
- 箭内夢菜 - ファッションモデル。
- WARA - 東京カリー番長、Asayake Production
- TANNO - 東京カリー番長、Asayake Production